# Agent Cody Banks
Agent Cody Banks ist eine US-amerikanisch-kanadische Agentenkomödie von Harald Zwart aus dem Jahr 2003.

## Handlung
Cody Banks meldet sich im Alter von 13 Jahren auf eine Zeitungsanzeige und wird von der Central Intelligence Agency (CIA) zum Agenten ausgebildet. Er soll ein paar Jahre später die Tochter von Dr. Connors, Natalie, kennenlernen. Dr. Connors entwickelt Nanoroboter für eine verbrecherische Organisation.
Es stellt sich heraus, dass Banks nicht imstande ist, Natalie anzusprechen. Die CIA organisiert für ihn eine Sonderschulung, um ihm beizubringen, wie man mit Mädchen spricht. Banks rettet Natalie, als diese auf einer Leiter ihr Gleichgewicht verliert und herunterfällt. Sie lädt ihn zu ihrer Geburtstagsfeier ein.
Auf dem Anwesen der Connors belauscht Banks ein Gespräch von Dr. Connors mit dessen Auftraggebern, die die strategischen Raketen der USA mit den Nanorobotern vernichten wollen. Der Versuch der Beschaffung einer Probe der Nanoroboter geht schief, weil diese den Schuh zerfressen, in dem Banks die Probe versteckt.
Cody verliebt sich in Natalie, weswegen er vom Dienst suspendiert wird. Natalie wird von den Männern des Syndikats entführt, als sie gerade mit Cody spricht und dieser ihr seine wahre Rolle offenbaren will. Banks rettet sie gegen die Anweisung des CIA-Chefs, wobei ihm eine um einige Jahre ältere Agentin hilft. Er zerstört den Stützpunkt der Organisation, deren Anführer von den Nanorobotern zerfressen wird. Der Chef der CIA gratuliert ihm wegen der guten Arbeit.

## Kritiken
- Lexikon des internationalen Films: „Simpel gestrickte, nur leidlich unterhaltsame Agentengeschichte“, die stark „an der dürftigen Geschichte krankt“.[3]
- Kevin Thomas, Los Angeles Times, 14. März 2003: Die Komödie sei für Teenager bestimmt, aber biete auch deren Großeltern Spaß. Der Stil des Regisseurs wirke „leicht“ und „fließend“.[4]

## Auszeichnungen
- 2003: Nominierung für den Teen Choice Award für Frankie Muniz
- 2004: Nominierung für den Saturn Award für Frankie Muniz
- 2004: Nominierung für den Young Artist Award für Frankie Muniz und als beste Komödie

## Hintergrund
- Die Drehorte befanden sich vor allem in Vancouver und Umgebung. Einige Aufnahmen wurden in Los Angeles und Seattle (Luftaufnahmen) gemacht. Gefilmt wurde ab dem 27. Mai 2002. Das Budget betrug etwa 26 Millionen US-Dollar.
- In den US-Kinos wurden über 47 Millionen US-Dollar eingespielt.
- 2004 folgte die Fortsetzung Agent Cody Banks 2: Mission London.